# Kitán

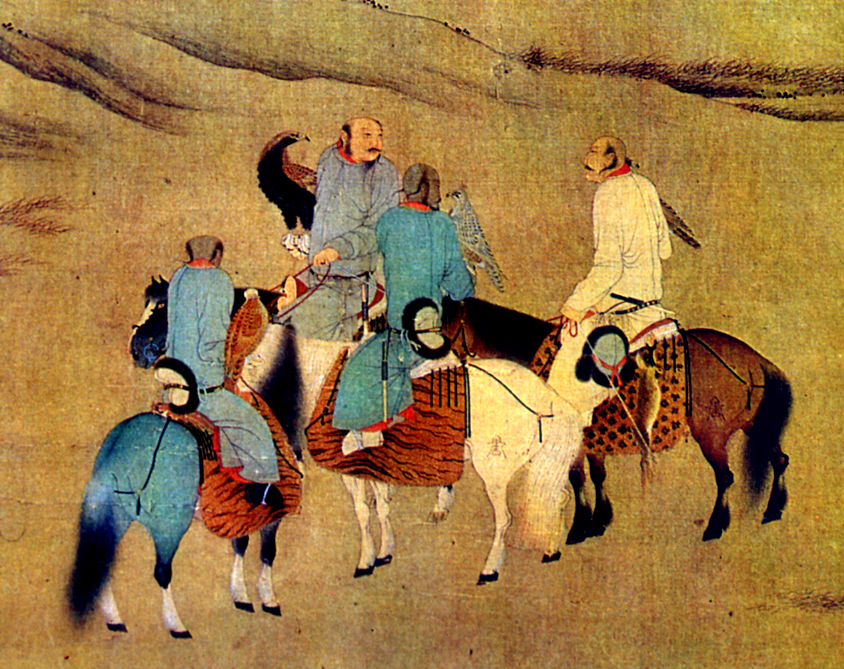
Cetreros kitanes

Los kitán (chino: 契丹; Pinyin: Qìdān), también conocidos como khitan, kitanos o kitai, fueron un grupo étnico proto-mongol que dominó gran parte de Manchuria. Está clasificado como uno de los grupos étnicos tunguses (東胡族; dōnghú zú), actualmente denominados ewenki. 
En el 907 establecieron en el norte de China la dinastía Liao hasta el 1125, cuando fue derrocada por los yurchen, que establecieron la dinastía Jin en la zona conquistada. Después de la caída de la dinastía Liao en 1125 D. C., muchos kitán emigraron al oeste donde establecieron el estado Kara-Kitán, finalmente destruido por Genghis Khan en 1218.
Estaban organizados en una confederación de ocho tribus dirigidas por un jan elegido por un periodo determinado en una de las tribus.

## Etimología
Actualmente no hay consenso acerca de la etimología del nombre Kitán. Básicamente hay tres teorías:
Según Feng Jiasheng este nombre proviene de los nombres de los jefes Yuwen.
Zhao Zhenji cree que este término se origina a partir de la palabra “Xianbei” (Tribus Hsien-Pei) y significa “un lugar donde los Xianbei han vivido”.
El erudito japonés Otagi Matuo considera que el nombre Kitán fue originalmente “Xidan”, que significa “la gente similar al pueblo Xi” o “la gente que vive entre los Xi”.
El nombre en Idioma ruso para China es un derivado de la palabra mencionada.

## Historia

### Mito de origen
Existen diferentes historias acerca del origen del pueblo Kitán. Según los registros kitán (lápida monumento conmemorativo de Yelu Yuzhi y de Liaoshi), su primer antecesor fue Qishou Khagan, un descendiente de Tanshihuai Khan del pueblo Xianbei.
Según estas fuentes, Qishou Khagan fue un hombre divino que a lomos de su caballo blanco flotó por el río Laoha abajo hasta encontrar a Kedun, una soltera celestial que conducía su carro tirado por un buey gris que había flotado por el río Xar Moron.
En la intersección de los dos ríos, a los pies de la montaña sagrada Muye, Qishou Khagan y Kedun se encontraron y engendraron ocho hijos que serían cada uno los antecesores de las antiguas ocho tribus Kitán.
A los pies de la montaña Muye, la más sagrada para los Kitán, se construyó un templo con los retratos de sus antecesores. 
Esta historia es similar a la del origen de Genghis Khan que habla de un “Lobo azul nacido del cielo” y un “hermoso conejo” que cruzaron el mar (Tengis) y tuvieron descendencia en las fuentes del río Onon, a los pies de la montaña Burkhan Khaldun, que se convirtió en la más sagrada para los mogoles genghiskánidas. 
El Qidan Guozhi es la obra completada en 1247 que contiene los registros del Estado Kitán. En su prefacio incluye la leyenda del origen de los Kitán como sigue:

Había un jefe llamado Naihe. Este jefe no era más que una calavera oculta bajo una manta en una tienda de fieltro (yurta), por lo que era invisible.
Sólo cuando algo grave había ocurrido en su estado y un caballo blanco y un buey gris habían sido sacrificados en su honor, Naihe adoptaba una forma humana y salía para hacer frente a los acontecimientos. Después de que los asuntos se habían resuelto, volvía a la tienda para convertirse en un cráneo de nuevo.
Luego hubo otro jefe llamado Waihe que también vivía en una yurta. Llevaba la cabeza de un jabalí y vestía con piel de cerdo. Cuando era necesario salía de la yurta y, una vez resueltos los problemas, se retiraba y se escondía de nuevo. Posteriormente su esposa le robó su piel de cerdo y él la abandonó. Nadie supo dónde se fue.

También hubo otro jefe llamado Zhouli Hunhe que había criado veinte ovejas. Todos los días se comía diecinueve de ellas, pero al día siguiente de nuevo había veinte ovejas. Estos tres jefes eran bien conocidos por sus habilidades en la gestión de su estado.

### Pre-dinástico

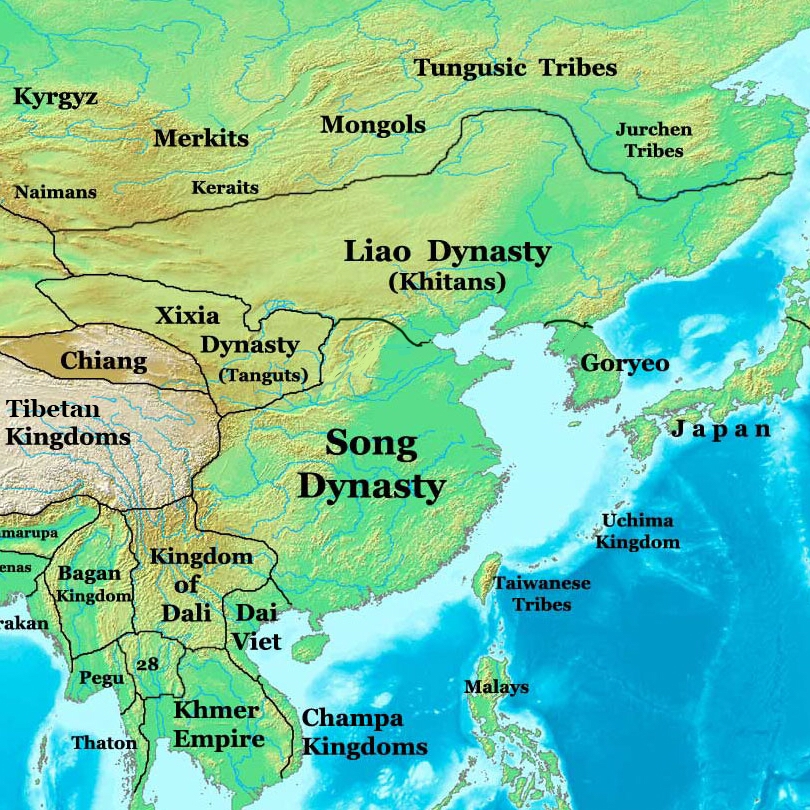
dinastía Liao en 1025.

La primera referencia escrita a los kitán es de una historia oficial de la dinastía Xianbei liderada por Wei del Norte que data del periodo de las Seis Dinastías. La mayoría de los estudiosos creen que la tribu kitán se escindió de la Xianbei, y algunos estudiosos creen que pueden haber sido un grupo mixto que también incluía a antiguos miembros de la confederación tribal Xiongnu. Los kitán formaron parte de la tribu Kumo Xi hasta el 388, cuando la agrupación tribal de Kumo Xi-Kitán fue derrotada rotundamente por la recién creada dinastía Wei del Norte, permitiendo a los Kitán obtener su propia tribu e identidad. En esta época comenzó la historia escrita Kitán. Los kitán se afeitaban la cabeza, dejándose pelo en las sienes que les crecía hasta el pecho, de forma similar a los pueblos emparentados Kumo Xi, Shiwei y Xianbei, de los que se cree que descienden.
Durante sus primeros años de historia, los khitanos estaban formados por ocho tribus. Su territorio se extendía entre el actual río Xar Moron y Chaoyang, Liaoning. El territorio de los khitanos limitaba con Goguryeo, las Planicies Centrales y las tierras de los turcos orientales.
Entre los siglos VI y IX, fueron dominados por el poder de los pueblos de la estepa occidental, sucesivamente por el kaganato túrquico oriental (siglos VIII y IX), el kaganato uigur y la dinastía Tang  entre los siglos V y VI y entre los siglos VII y X respectivamente). Bajo este triple dominio y opresión, los Kitán comenzaron a mostrar creciente poder e independencia (Este ascenso fue lento en comparación con otros casos de expansión de pueblos de la estepa. Esto se debió a que fueron diezmados con frecuencia por sus potencias vecinas, ya que a pesar de que cada una utilizaba los guerreros Kitán cuando era necesario, estaban dispuestos a aplastarlos cuando se iban haciendo poderosos, cerca de convertirse en la cuarta potencia regional.). Los jitanos estaban menos unidos políticamente que las tribus túrquicas, pero a menudo se vieron involucrados en la campaña Tang contra los turcos orientales entre los turcos y las dinastías Sui y Tang. Se calcula que los jitanos sólo tenían unos 43.000 soldados – una fracción de los khaganatos túrquicos. En 605, los jitanos asaltaron la dinastía Sui, pero el emperador Yang de Sui fue capaz de convencer a los turcos de enviar 20.000 jinetes para ayudar a Sui contra los jitanos. En 628, bajo el liderazgo del jefe tribal Dahe Moui, los jitanos se sometieron a la dinastía Tang, como antes se habían sometido a los turcos orientales. El Khagan de los turcos orientales, Jiali Khan, ofreció intercambiar al rebelde Liang Shidu por los jitanos, pero el Emperador Taizong no aceptó el intercambio.
Durante el reinado de la emperatriz Wu, casi un siglo después, el segundo khaganato turco hizo incursiones en las tierras fronterizas del norte de China. La emperatriz Tang, en lo que los eruditos consideran un grave error estratégico, formó una malhadada alianza con el líder turco Qapaghan Qaghan para castigar a los jitanos por sus incursiones en la provincia de Hebei. El territorio jitano estaba mucho más cerca del norte de China propiamente dicha que las tierras turcas, y los turcos lo utilizaron para lanzar sus propias incursiones en Hebei.
Al igual que el Tuyuhun y el Tangut, los jitanos siguieron siendo una potencia intermedia a lo largo de las tierras fronterizas durante los siglos VII y VIII. Los jitanos alcanzaron la prominencia en un vacío de poder que se desarrolló a raíz de la Kyrgyz toma del Khaganate Uyghur, y el colapso de la dinastía Tang.

### Dinastía Liao

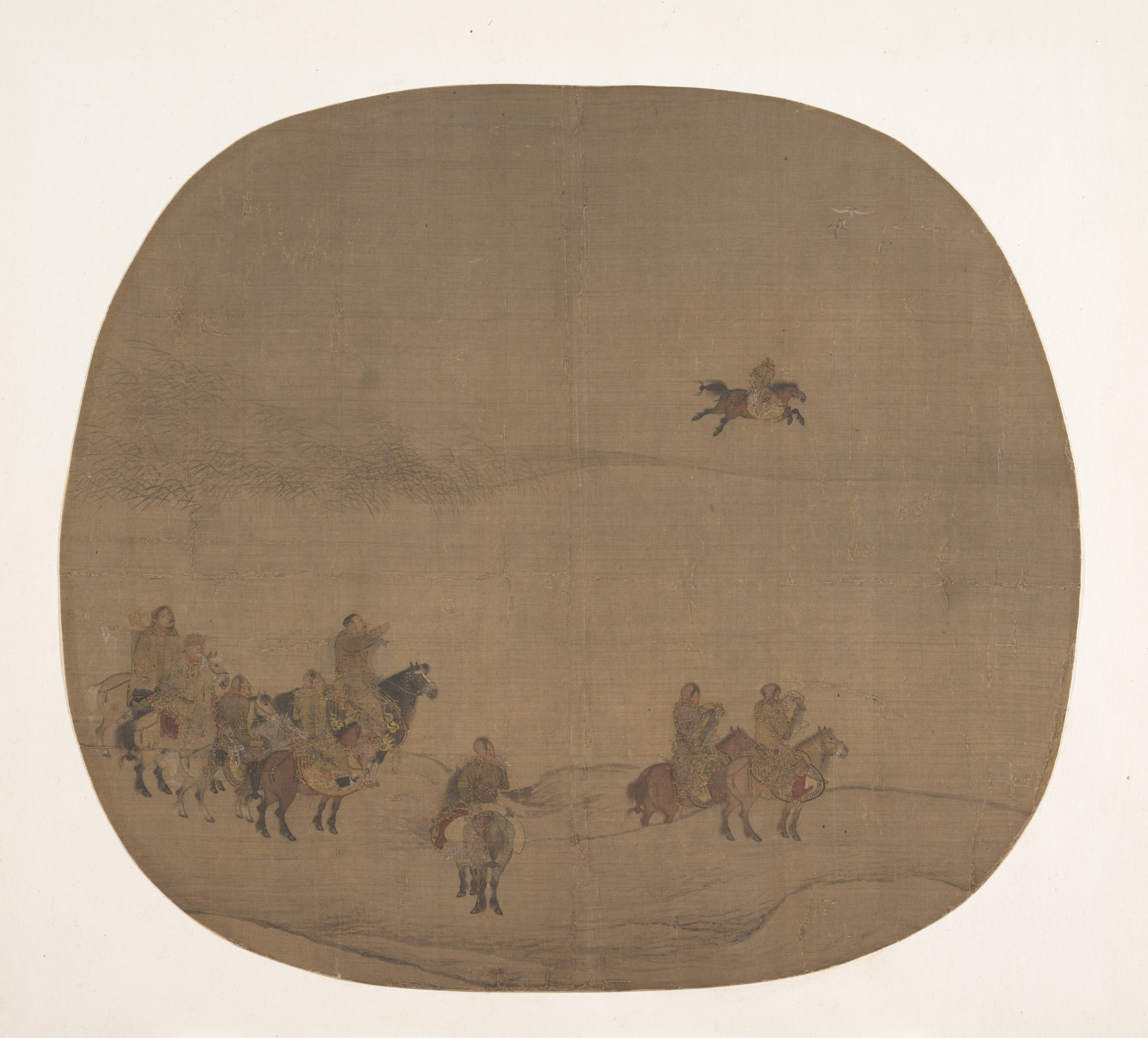
Kitán halconeros en una pintura de Chen Juzhong, principios del

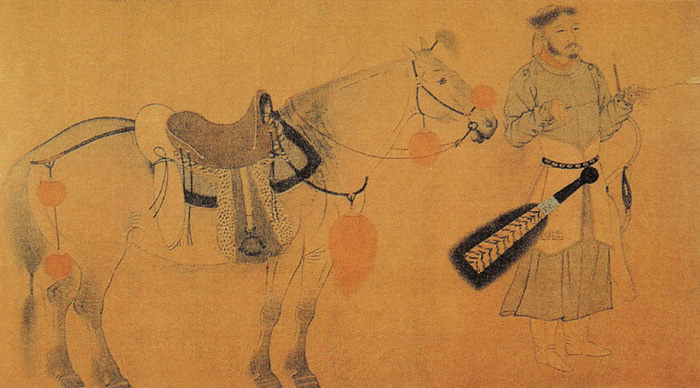
Representación de Yelü Bei

Jinetes jitanos

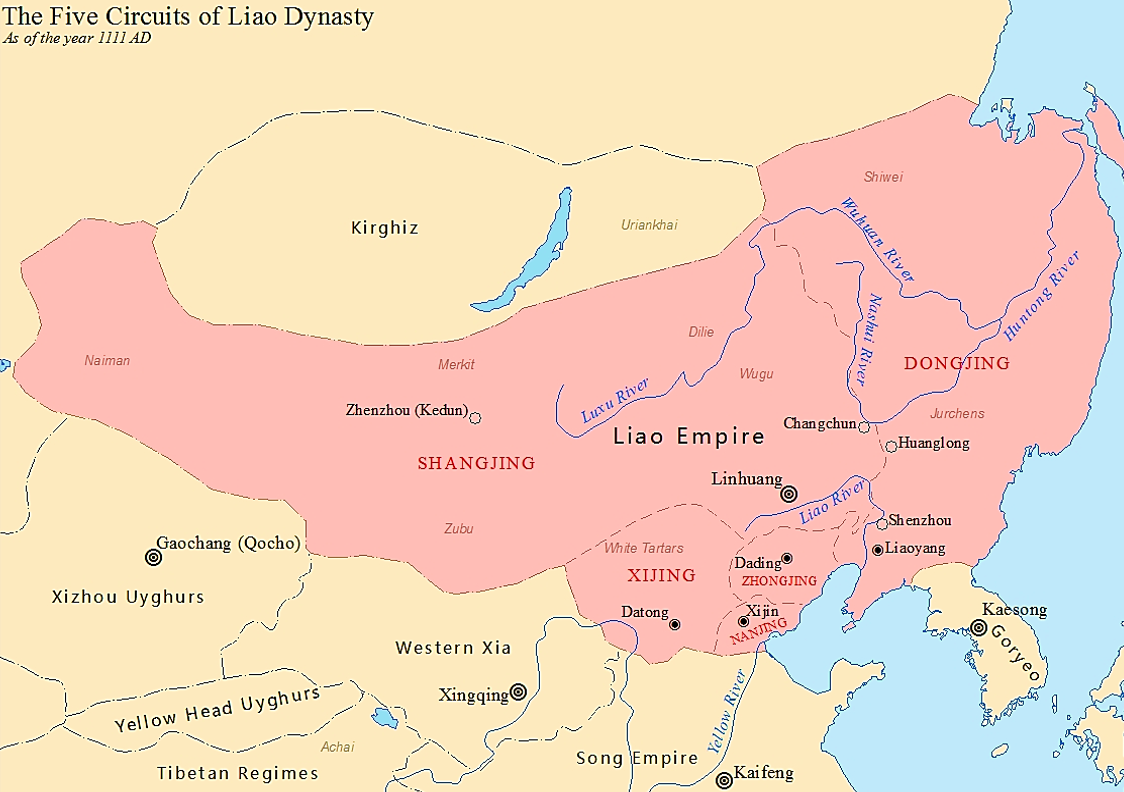
La dinastía Liao en 1111 d. C.

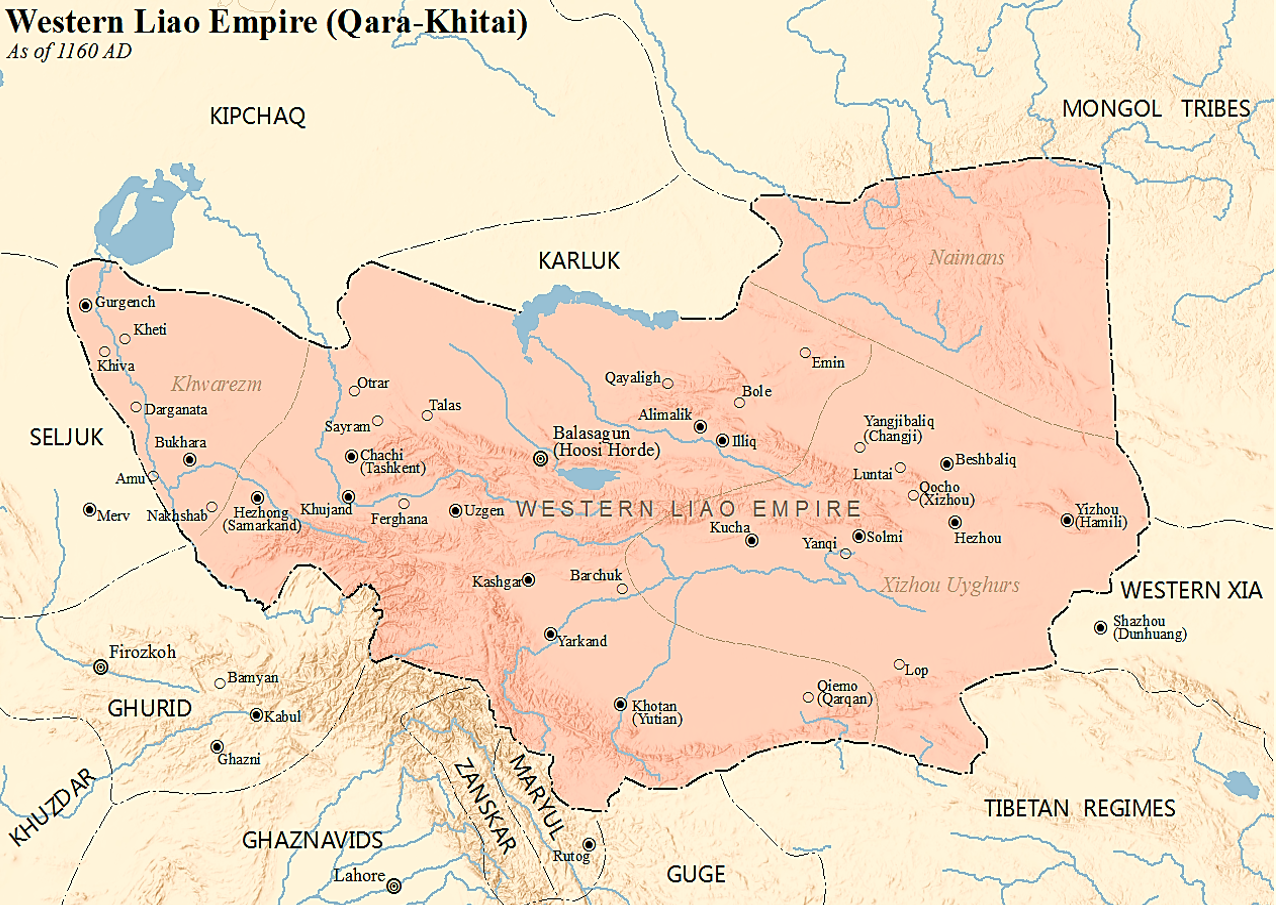
El imperio Qara Khitai en 1169 en su mayor extensión.

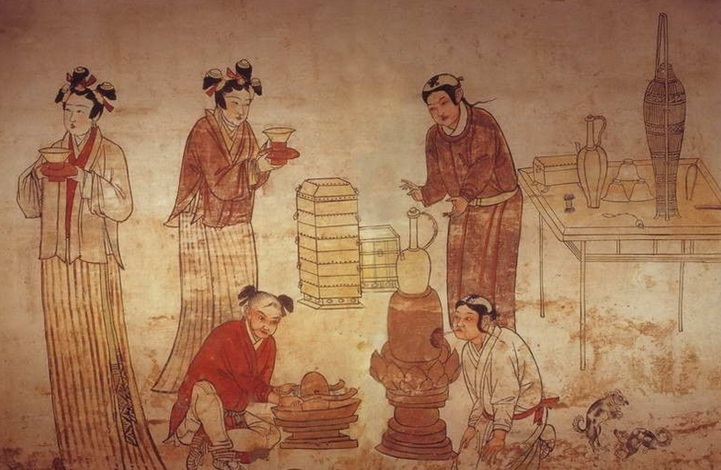
Mural de Mongolia Interior que representa a jóvenes niños y niñas kitán.

Aprovechando la salida del pueblo Uigur hacia occidente y el colapso de la dinastía Tang a principios del siglo X, Abaoji, que había logrado unir a las tribus jitanas, fundó la dinastía Liao en 907. El territorio Liao incluía el actual norte y noreste de China, Mongolia y partes de Asia Central y Siberia. Aunque la transición a una organización social y política imperial supuso un cambio significativo para los jitanos, la lengua jitana, el mito del origen, la religión chamánica y el estilo de vida nómada perduraron.
La dinastía Liao resultó ser un poder importante al norte de la llanura china, continuamente desplazándose hacia el sur y hacia el oeste, ganando control sobre territorios chinos y turco-uigures.

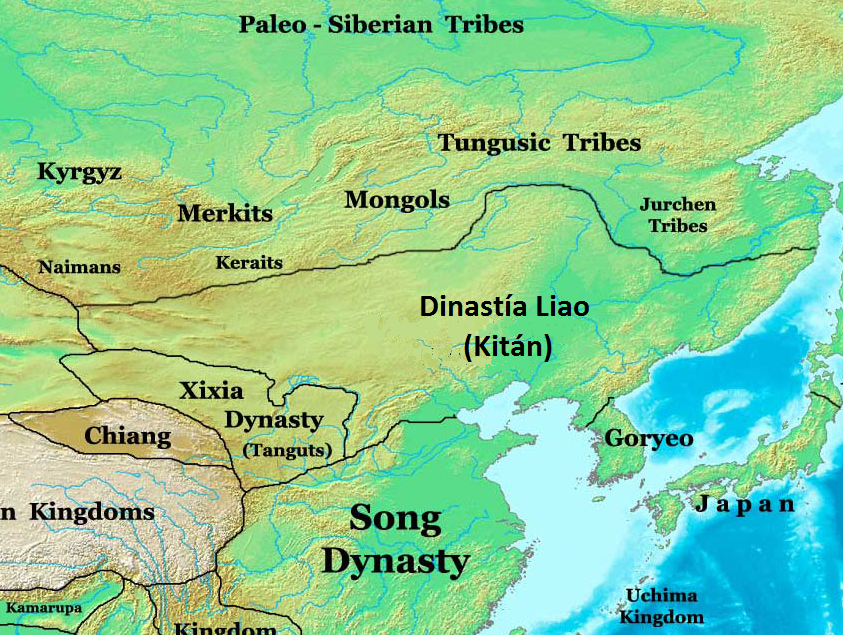
Territorios de la Dinastía Liao en el 1025 D. C.

La rebelión de 696-697 de Li-Shun es realmente instructiva del juego de potencias regional: 
Los Kitán fueron alentados por los turcos a tomar todos los riesgos y rebelarse contra la dinastía china Tang. Esta rebelión fue exitosa aunque luego fueron atacados por la retaguardia por los mismos turcos, que consiguieron una gran ventaja y consiguieron el renacimiento del Imperio Turco de la estepa.
Con el tiempo fueron vencidos por el pueblo Yurchen en el 1125, que sometieron y absorbieron a los Kitán para su beneficio militar. Después de la caída de la dinastía Liao tras ser derrotados por los Yurchen, parte de la nobleza Kitán escapó hacia las regiones occidentales de la estepa, estableciendo la efímera Kara-Kitán o dinastía Liao occidental. Después de su caída, una pequeña parte bajo el jefe Buraq Hajib estableció una dinastía local en el sur de la provincia persa de Kermán. Sin embargo estos Kitán fueron absorbidos por las poblaciones locales turcas e iranias, islamizados y sin dejar ninguna influencia de ellos.
China se sumió en el caos tras la caída de la dinastía Tang en 907. Conocido como el Wudai Shiguo, las Cinco Dinastías gobernaron el norte de China en rápida sucesión con el único apoyo nominal de los Diez Reinos del sur de China. La dinastía Tang había sido apoyada por Turcos Shatuo hasta que Zhu Wen asesinó al último emperador Tang y fundó la dinastía Liang Posterior. Los turcos Shatuo, que habían sido aliados de los jitanos desde 905, derrotaron a los Liang Posteriores y fundaron la dinastía Tang Posteriores en 923, pero en 926 los antiguos aliados se habían distanciado.  En 934 Yelü Bei, hijo de Abaoji, escribió a su hermano el emperador Taizong de Liao desde la corte de Tang Posterior: "Li Cong Ke ha matado a su señor de la corona, ¿por qué no atacarle?" En 936, los jitanos apoyaron la rebelión de Shi Jing Tang' contra el posterior emperador de Tang, Li Cong Ke. Shi Jing Tang se convirtió en emperador de la dinastía Jin Posterior y, a cambio de su apoyo, los jitanos obtuvieron dieciséis nuevas prefecturas.
La dinastía Jin Posterior siguió siendo vasalla de los jitanos hasta la muerte de Shi Jing Tang en 942, pero cuando ascendió el nuevo emperador, indicó que no respetaría el acuerdo de su predecesor. Los jitanos lanzaron una invasión militar contra Jin Posterior en 944. En enero de 947, el emperador de la dinastía Jin Posterior se rindió a los jitanos. El emperador jitán abandonó la ciudad conquistada de Kaifeng y murió inesperadamente de una enfermedad mientras viajaba en mayo de 947.
Las relaciones entre Goryeo y los jitanos fueron hostiles después de que éstos destruyeran Balhae. Goryeo no reconocía a la dinastía Liao y apoyaba a la incipiente dinastía Song, que se había formado al sur del territorio de los jitanos. Aunque los jitanos hubieran preferido atacar China, invadieron Goryeo en 993. Las fuerzas jitanas no lograron avanzar más allá del río Chongchon y fueron persuadidas de retirarse, aunque el descontento de los jitanos con la conquista de Goryeo del pueblo Jurchen provocó una segunda invasión en 1010. Esta vez los jitanos, liderados por su emperador, saquearon la capital Kaesong. Una tercera y última invasión en 1018 fue repelida por las fuerzas de Goryeo, poniendo fin a 30 años de guerra entre los rivales.
La dinastía Liao demostró ser una potencia importante al norte de la llanura china, desplazándose continuamente hacia el sur y el oeste, haciéndose con el control de antiguos territorios chinos y turco-uigures. En 1005 se firmó el Tratado de Chanyuan, y la paz se mantuvo entre la dinastía Liao y la dinastía Song durante los siguientes 120 años. Durante el reinado del emperador Daozong de Liao, la corrupción fue un problema importante y provocó el descontento de mucha gente, incluidos los jurchens. La dinastía Liao acabó cayendo ante la dinastía Jin del jurchen en 1125, que derrotó y absorbió a los jitanos en su beneficio militar. Los jitanos consideraron a los mongoles khamags como su última esperanza cuando la dinastía Liao fue invadida por los imperios Jin, dinastía Song y Xia occidental. occidentales.
Como el lenguaje kitán sigue siendo casi totalmente ilegible, es difícil crear una historia detallada de sus movimientos.
No hay evidencia clara de la existencia hoy en día de algún grupo étnico descendiente de los kitán en el noreste de China, pero algunos estudios genéticos recientes e investigaciones genealógicas han dado fundamento a la hipótesis de que el grupo étnico Daur de Mongolia interior sea posible descendiente de los antiguos Kitán.
Y los clanes Han chinos Yunnan, Mang, Jiang, además de docenas de otros clanes que se autoidentificaron como descendientes Yelu afirman ser descendientes de los Kitán Por otra parte, el clan Liu en una docena de aldeas con el nombre Yelu Zhuang también afirma descender del clan Yelu de los Kitán.
Para defenderse de los jurchens y los jitanos, Goryeo construyó una Long Wall en 1033-1034, junto con numerosos fuertes fronterizos.
Una de las causas de la rebelión jurchen y de la caída de los Liao fue la costumbre de violar a las mujeres y niñas jurchen casadas por parte de los enviados jitanos, lo que provocó el resentimiento de los jurchen. La costumbre de mantener relaciones sexuales con muchachas solteras por parte de los jurchen no era en sí misma un problema, ya que la práctica de la prostitución de huéspedes -dar compañía femenina, comida y cobijo a los invitados- era común entre los jurchen. Las hijas solteras de las familias jurchen de las clases baja y media de las aldeas jurchen eran proporcionadas a mensajeros jitán para mantener relaciones sexuales, según recoge Hong Hao. Song envoys among the Jin were similarly entertained by singing girls in Guide, Henan. No hay pruebas de que los jurchen se resintieran por la prostitución invitada de muchachas jurchen solteras a hombres jitanos. Sólo cuando los jitanos obligaron a las familias aristocráticas jurchen a entregar a sus hermosas esposas como prostitutas invitadas a los mensajeros jitanos, los jurchen se resintieron. Esto sugiere que en las clases altas jurchen, sólo el marido tenía derecho a su esposa casada, mientras que entre los jurchen de clase baja, la virginidad de las muchachas solteras y el sexo con hombres jitán no impedían su capacidad para casarse más tarde. Los jurchens y sus descendientes manchúes tenían elementos lingüísticos y gramaticales khitanos en sus nombres personales como sufijos. Many Khitan names had a "ju" suffix.
Tras la caída de la dinastía Liao, una parte de la nobleza kitán huyó de la zona hacia el oeste, hacia las Regiones Occidentales, estableciendo la efímera Qara Khitai o dinastía Liao Occidental. Tras su caída, una pequeña parte bajo el mando de Buraq Hajib estableció una dinastía local en el sur de Persia, provincia de Kirman. Estos jitanos fueron absorbidos por las poblaciones turcas e iraníes locales, se islamizaron y no dejaron ninguna influencia tras de sí. Como la lengua jitana sigue siendo casi completamente ininteligible, es difícil crear una historia detallada de sus movimientos.
Durante el siglo XIII, las invasiones y conquistas mongolas tuvieron un gran impacto en el cambio de las identidades étnicas de la región. La mayoría de los pueblos de la Estepa euroasiática no conservaron sus identidades anteriores a los mongoles tras las conquistas. Los jitanos se dispersaron por Eurasia y fueron asimilados por el Imperio mongol a principios del siglo XIII.
Huyendo de los mongoles, en 1216 los jitanos invadieron Goryeo y ganaron varias batallas, llegando incluso a las puertas de la capital, pero fueron derrotados por el general de Goryeo Kim Chwi-ryeo, que los hizo retroceder hacia el norte, a la Pyongan, donde los jitanos restantes fueron rematados por las fuerzas de Goryeo en 1219.{

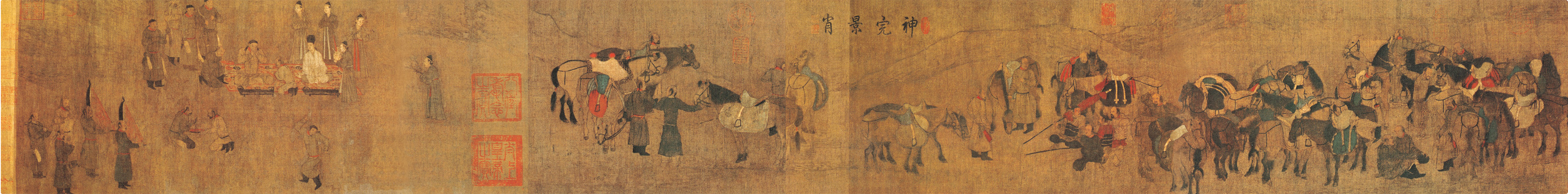
Zhuoxie tu, una pintura del de una parada de descanso para un khan kitán

## Lenguaje y sistemas de escritura

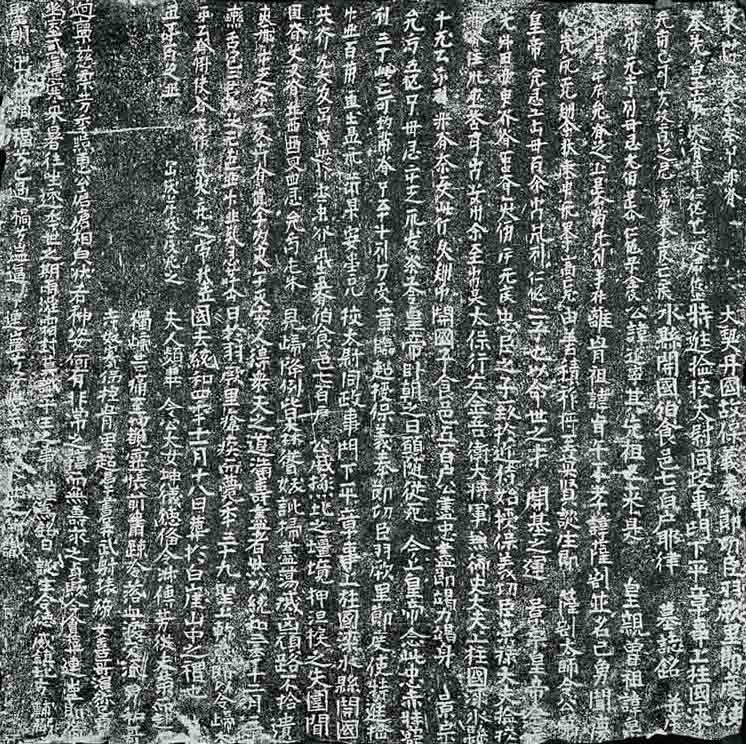
Inscripción monumento conmemorativo para Yelü Yanning fechada en 986 D. C.

El idioma kitán (también conocido como Liao) es un lenguaje ya extinto que habló el pueblo Kitán. Este idioma se cree que está relacionado con el Proto-mongólico.
Había dos sistemas de escritura para el idioma Kitán, conocidos como escritura kitán grande y escritura kitán pequeña. Estos eran funcionalmente independientes y parece que se utilizaron simultáneamente en el Imperio Liao. Los dos sistemas estuvieron en uso por algún tiempo después de la caída de la dinastía. Los ejemplos de esta escritura han aparecido sobre todo en los epitafios y monumentos.
Muchos expertos reconocen que los caracteres de la escritura Kitán no han sido completamente descifrados, y que sería necesario más investigación y descubrimientos para una comprensión adecuada de ellos.
Aunque hay varias evidencias hacia sus orígenes que podría apuntar en direcciones diferentes, el lenguaje Kitán es muy probablemente un descendiente del Pre-Proto-mongólico (y por tanto relacionado con las lenguas mongólicas). El monumento conmemorativo de Yelü Yanning (datado en 986 d. C.) es una de las más antiguas inscripciones en escritura kitán grande.

## Economía
Como pueblo nómada, los Kitán originalmente se dedicaban a la ganadería, la pesca y la caza. El saqueo de aldeas y pueblos chinos del sur, así como de tribus vecinas, era también una fuente útil de los esclavos, artesanía china, y alimentos, sobre todo en tiempos de hambruna.
Bajo la influencia de la vecina China, y tras la necesidad de una administración sedentaria, los Kitán comenzaron a dedicarse a la agricultura, los cultivos y la construcción de ciudades.
A diferencia de los campesinos chinos y Balhae, que cultivaban trigo y mijo. La clase gobernante de la Dinastía Liao todavía emprendió campañas de caza a finales del verano según la tradición de sus antepasados. Después de la caída de la dinastía Liao, los Kitán regresaron a una vida más nómada.

## Religión

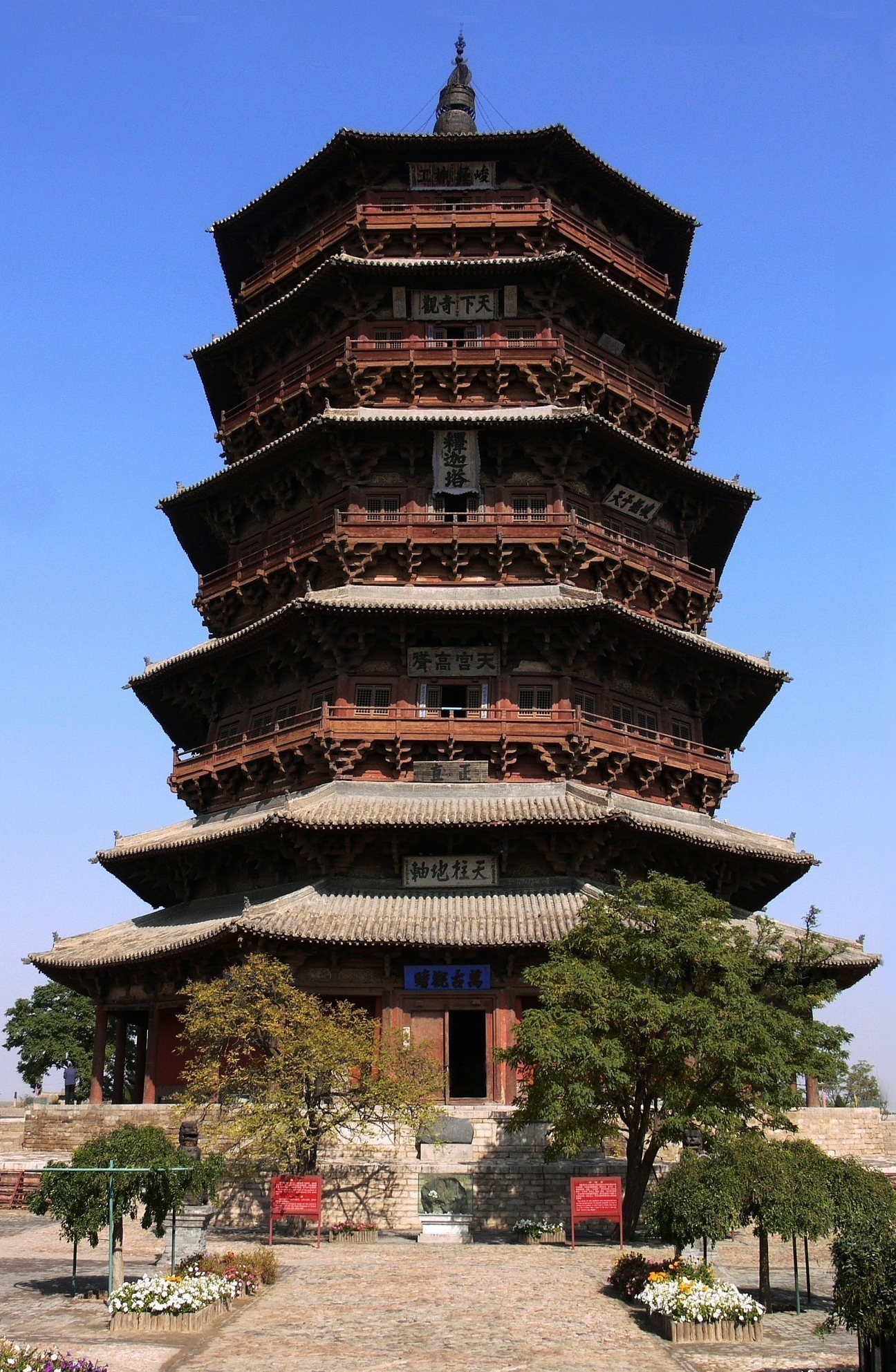
Pagoda de madera del templo de Fogong situada en Yìng Xian (China) construida en el 1056

La religión Kitán original era una veneración de numerosos fenómenos naturales que se consideraban divinos, sobre todo el Sol. Por lo tanto, el emperador Liao tomó preferencia religiosa por el este, por donde sale el sol, en lugar de por el sur como hicieron los emperadores chinos. Debido a que los Kitán dieron prioridad ritual a la izquierda, el norte, por estar a la izquierda del este, tuvo prioridad respecto al sur.
El emperador fundador Yelü ordenó la construcción de templos budistas, confucianos y taoístas, los emperadores sucesivos abrazaron el budismo. Un aumento notable en la devoción al budismo se remonta a la época del emperador Shengzong.
En 1078, las oficinas gubernamentales locales informan de que hay 360.000 monjes y monjas budistas, lo que representa aproximadamente el diez por ciento de la población. Incluso si se consideran exageradas, es evidente que el budismo era una parte integral de la vida en Liao.

## Literatura
Se han conservado muy pocas reliquias de literatura y poesía Kitán, y mucho menos de los textos o fragmentos en lengua Kitán. Debido a que el idioma Kitán no es totalmente reconstruible, todavía hay muchas dificultades en la comprensión de los documentos en lengua Kitán.
Aunque los Kitán se inventaron caracteres, el uso de ellos era limitado. Al igual que los idiomas vietnamita, coreano y japonés antiguo, el idioma kitán también adoptó caracteres chinos en su sistema de escritura.
Escribieron una gran parte de la literatura en chino, sobre todo los documentos políticos. El libro oficial de la historia de China durante la dinastía Liao, Liao Shi, compilado durante la dinastía Yuan, se basa en unos "registros verdaderos" (shilu 实录) compilados durante el periodo de Liao.

## Cultura popular
El escritor estadounidense Robert E. Howard utiliza a los Khitai en sus cuentos y novelas de Conan el Bárbaro como pueblo homólogo a los antiguos chinos.